# Новицкие-1 (Лидский район)
Новицкие-1 (бел. Наві́цкія 1) — деревня в Лидском районе Гродненской области Беларуси. В составе Дубровенского сельсовета.

## География
Ближайшие населённые пункты Былинские, Копачели, Придыбайлы и др.

## Этимология
Известна как деревня Кочаново. Современное название с 1950 года.

## История
Поселение известно с XVI века, когда деревня Кочаново принадлежала луцкому епископу Яну Андрушевичу.
С 1905 года в Лидской волости Лидского уезда Виленской губернии.

## Население

### Численность
- 2009 год — 35 жителей

### Динамика
- 1905 год — 136 жителей (Новицкие 1-е или Кочаново)[2]
- 1999 год — 60 жителей (перепись населения)
- 2009 год — 35 жителей (перепись населения)[2]

## Достопримечательность
- Водяная мельница — памятник архитектуры ХІХ в.